# Juan Esteban Pedernera
Juan Esteban Pedernera (San José del Morro, 25 dicembre 1796 – Buenos Aires, 1º febbraio 1886) è stato un militare e politico argentino.
Fu presidente interino della Confederazione Argentina dal 5 novembre 1861 al 12 dicembre 1861.

## Biografia
Abbandonò gli studi per arruolarsi nel Reggimento dei Granatieri a Cavallo di José de San Martín per combattere contro gli spagnoli. Inquadrato nell'esercito delle Ande, prese parte alle battaglie di Chacabuco e Maipú, successivamente partecipò alla spedizione in Perù. Catturato dagli spagnoli durante la campagna l'isola di Chiloé, riuscì a fuggire e a raggiungere i suoi camerati.
Prestò nuovamente servizio durante la guerra argentino-brasiliana e, successivamente, con la ripresa della guerra civile argentina si schierò con le milizie unitarie combattendo a La Tablada sotto il comando del generale José María Paz. Dopo l'affermazione di Juan Manuel de Rosas Pedernera partì per un lungo esilio.
Dopo la battaglia di Caseros e la caduta di Rosas Pedernera rientrò in Patria venendo successivamente nominato senatore per la provincia di San Luis. Nel 1856 fu nominato comandante delle truppe di frontiera. Due anni più tardi Pedernera fu proclamato governatore della provincia di San Luis. Fu nominato vicepresidente della Confederazione Argentina nel 1860. L'anno seguente, dopo la battaglia di Pavón che vide la vittoria delle truppe secessioniste di Buenos Aires, Pedernera assunse le funzioni di capo di stato interino dopo la fuga del presidente Santiago Derqui. Occupò l'incarico per poco più di un mese a causa del crollo definitivo della Confederazione Argentina.